# Family Guy: The Quest for Stuff
| Mottagande                | Mottagande    |
| Samlingsbetyg             | Samlingsbetyg |
| Tjänst                    | Betyg         |
| ------------------------- | ------------- |
| Gamerankings              | 50.00%        |
| Metacritic                | 47            |
| Recensionsbetyg           |               |
| Publikation               | Betyg         |
| Electronic Gaming Monthly | 6.5           |
| Game Revolution           | [ 5 ]         |
| Gamezebo                  | [ 6 ]         |

Family Guy: The Quest for Stuff är ett freemiumspel för Android och IOS som är baserad på den amerikanska animerade TV-serien Family Guy.

## Handling
Spelet går ut på att bygga upp Quahog igen efter att Peter och Ernie the Giant Chicken förstörde staden.

### Fotnoter
1. ↑  ”Family Guy: The Quest for Stuff”. GameSpot. http://www.gamespot.com/family-guy-the-quest-for-stuff/. Läst 23 april 2014.
2. ↑  ”Family Guy: The Quest for Stuff for iOS (iPhone/iPad)”. GameRankings. 10 april 2014. Arkiverad från originalet den 23 april 2014. https://archive.ph/20140423142635/http://www.gamerankings.com/iphone/783728-family-guy-the-quest-for-stuff/index.html. Läst 23 april 2014.
3. ↑  ”Family Guy: The Quest for Stuff for iPhone/iPad Reviews”. Metacritic. http://www.metacritic.com/game/ios/family-guy-the-quest-for-stuff. Läst 23 april 2014.
4. ↑  ”EGM Review: Family Guy: The Quest for Stuff”. EGMNOW. 18 april 2014. Arkiverad från originalet den 22 april 2014. https://web.archive.org/web/20140422195624/http://www.egmnow.com/articles/reviews/egm-review-family-guy-the-quest-for-stuff/. Läst 23 april 2014.
5. ↑  ”Family Guy: The Quest for Stuff Review”. Gamerevolution.com. http://www.gamerevolution.com/review/family-guy-the-quest-for-stuff. Läst 23 april 2014.
6. ↑  ”Family Guy: The Quest for Stuff Review”. Gamezebo. 15 april 2014. Arkiverad från originalet den 20 april 2014. https://web.archive.org/web/20140420110527/http://www.gamezebo.com/games/family-guy-quest-stuff/review. Läst 23 april 2014.
7. ↑  ”Family Guy: The Quest for Stuff - Intro Video - Mobile Game”. YouTube. TinyCoGames. 10 april 2014. http://www.youtube.com/watch?v=qfoTj33V_8c. Läst 23 april 2014.
8. ↑  Jordan, Golson (10 april 2014). ”'Family Guy: The Quest for Stuff' Launches for iPhone and iPad”. MacRumors. http://www.macrumors.com/2014/04/10/family-guy-ios-launch/. Läst 23 april 2014.